# Scoliokona
Scoliokona is een geslacht van vlinders uit de onderfamilie Sesiinae van de familie wespvlinders (Sesiidae).
De wetenschappelijke naam van het geslacht werd gepubliceerd door Axel Kallies & Yutaka Arita in 1998. De typesoort is Sura tetrapora.

## Soorten
- Scoliokona heptapora Kallies & Arita, 1998
- Scoliokona hyalina Arita & Gorbunov, 2003
- Scoliokona kalliesi Arita & Riefenstahl, 2004
- Scoliokona nanlingensis Kallies & Arita, 2014
- Scoliokona shimentai Kallies & Wu, 2014
- Scoliokona spissa Kallies & Arita, 2014
- Scoliokona tetrapora (Diakonoff, 1968)